# Токшаки
Токшаки́ (Токшакы) — река в России, протекает по Северо-Байкальскому району Бурятии. Впадает в озеро Байкал.

## Происхождение названия
Название реки происходит от эвенкийского «туксаки» — заяц.

## География
Длина реки — 3,2 км. Берёт начало от слияния рек Левый Токшаки и Правый Токшаки и течёт на запад. Впадает в Байкал между мысами Биракан и Токшаки южнее Дагарской губы.